# Liste der Ramsar-Gebiete im Libanon
Ramsar-Gebiete im Libanon sind nach der 1971 geschlossenen Ramsar-Konvention geschützte Feuchtgebiete im Libanon. Diese sind von internationaler Bedeutung, nach der Absicht des internationalen völkerrechtlichen Vertrags insbesondere als Lebensraum für Wasser- und Watvögel. Im Libanon sind vier Ramsar-Gebiete mit einer Gesamtfläche von 1075 Hektar ausgewiesen.

## Liste der Ramsar-Gebiete
| Name des Gebiets                      | Bild                        | Region     | Lage                  | Ramsar-Gebietsnummer | Größe in Hektar | Ausweisungs- Datum | Anmerkungen                                                                               |
| ------------------------------------- | --------------------------- | ---------- | --------------------- | -------------------- | --------------- | ------------------ | ----------------------------------------------------------------------------------------- |
| Aammiq-Sumpf                          | Aammiq-Sumpf                | Qabb Elias | 33,6° N, 35,76667° O  | 978                  | 280             | 16. Apr. 1999      | Der Aammiq-Sumpf ist das letzte größere Feuchtgebiet, das im Libanon noch verblieben ist. |
| Deir el Nouriyeh cliffs of Ras Chekaa |                             | Ras Chekaa | 34,3° N, 35,68306° O  | 979                  | 0               | 16. Apr. 1999      |                                                                                           |
| Palm Islands Nature Reserve           | Palm Islands Nature Reserve | Tripoli    | 34,5° N, 35,76667° O  | 1079                 | 415             | 3. Aug. 2001       |                                                                                           |
| Tyre Beach                            | Tyre Coast Nature Reserve   | Tyre       | 33,25° N, 35,21667° O | 980                  | 380             | 16. Apr. 1999      |                                                                                           |